# Coppa Korać 1972
La Coppa Korać 1972 di pallacanestro maschile venne vinta dalla Lokomotiva Zagabria.

## Risultati

### Quarti di finale
| Squadra 1           | Totale    | Squadra 2           | Andata | Ritorno |
| ------------------- | --------- | ------------------- | ------ | ------- |
| USC Monaco          | 117 - 162 | OKK Belgrado        | 71-79  | 46-83   |
| Manresa La Casera   | 165 - 180 | Olympique Antibes   | 81-85  | 84-95   |
| Caen                | 170 - 212 | Lokomotiva Zagabria | 83-109 | 87-103  |
| Picadero Barcellona | 140 - 160 | Standard Liegi      | 61-63  | 79-97   |

### Semifinali
| Squadra 1    | Totale    | Squadra 2         | Andata | Ritorno |
| ------------ | --------- | ----------------- | ------ | ------- |
| OKK Belgrado | 160 - 137 | Olympique Antibes | 99-72  | 61-65   |
| Lokomotiva   | 167 - 145 | Standard Liegi    | 71-54  | 96-91   |

### Finale
| Squadra 1    | Totale    | Squadra 2           | Andata | Ritorno |
| ------------ | --------- | ------------------- | ------ | ------- |
| OKK Belgrado | 156 - 165 | Lokomotiva Zagabria | 83-71  | 73-94   |

| Coppa Korać 1972              |
| ----------------------------- |
| Lokomotiva Zagabria 1º titolo |

## Formazione vincitrice
| N° | Naz.                  | Ruolo | Sportivo           |  | Alt. |  |
| -- | --------------------- | ----- | ------------------ |  | ---- |  |
|    | Jugoslavia (bandiera) | P     | Nikola Plećaš      |  | 187  |  |
|    | Jugoslavia (bandiera) | A     | Milivoj Omašić     |  | 198  |  |
|    | Jugoslavia (bandiera) | C     | Rajko Gospodnetić  |  |      |  |
|    | Jugoslavia (bandiera) |       | Većeslav Kavedžija |  |      |  |
|    | Jugoslavia (bandiera) |       | Davor Rukavina     |  |      |  |
|    | Jugoslavia (bandiera) |       | Ivica Valek        |  |      |  |
|    | Jugoslavia (bandiera) |       | Eduard Bočkaj      |  |      |  |
|    | Jugoslavia (bandiera) |       | Zvonko Avberšek    |  |      |  |
|    | Jugoslavia (bandiera) |       | Petar Jelić        |  |      |  |
|    | Jugoslavia (bandiera) |       | Zdenko Grgić       |  |      |  |
|    | Jugoslavia (bandiera) |       | Srećko Šute        |  |      |  |
|    | Jugoslavia (bandiera) |       | Ante Ercegović     |  |      |  |
|    | Jugoslavia (bandiera) |       | Dragan Kovačić     |  | 193  |  |
|    | Jugoslavia (bandiera) | All.  | Marijan Catinelli  |  |      |  |